# Alessio Boni
Alessio Boni (ur. 4 lipca 1966 w Sarnico) – włoski aktor.

## Życiorys

### Wczesne lata
Urodził się w Sarnico, w prowincji Bergamo jako drugi z trojga synów gospodyni domowej i rzemieślnika. Ma dwóch braci – starszego Marco i młodszego Andreę. W wieku 14 lat rozpoczął pracę jako kaflarz/glazurnik w firmie ojca. W wieku 20 lat przeprowadził się do San Diego w Kalifornii, gdzie pracował jako gazeciarz, kurier, kelner i opiekun do dzieci. Po powrocie do Włoch, w 1992 ukończył Accademia Nazionale d’Arte Drammatica Silvio D’Amico w Rzymie, utrzymując się z pracy jako kelner w pizzerii. Podczas studiów dzielił dom z innymi aktorami – Luigi Lo Cascio i Fabrizio Gifuni.

### Kariera
W 1988 zadebiutował na scenie w sztuce Ajschylosa Siedmiu przeciw Tebom. Wystąpił potem w przedstawieniach: Nieprawidłowa droga miłości/Brucia amore brucia (Amarsi male, 1989), Ćwiczenia stylistyczne (Esercizi di stile, 1990) Raymonda Queneau, Obieżyświat (Il giramondo, 1991) Aphry Behn, Hamlet (Dalla tavola della mia memoria Amleto, 1992) Szekspira, Małe nieporozumienia (Piccoli equivoci, 1992) Claudio Bigagli, Szkoła rzymska (Scuola Romana, 1994) Enzo Siciliano, Peer Gynt (1995) Henryka Ibsena i Skąpiec (1996) Moliera. Spróbował także swoich sił jako reżyser spektakli Labirynt Orfeusza (Il labirinto di Orfeo, 1993) i Teby wierszem (Verso Tebe, 1993).
Po udziale w telewizyjnym filmie Czarownik (Il Mago, 1990) u boku Anthony’ego Quinna, pojawił się po raz pierwszy na dużym ekranie w dreszczowcu Perwersyjna gra (Gioco perverso, 1991). Rozpoznawalność przyniosła mu postać Marca Oberona w serialu Zauroczenie (Incantesimo, 1998) i jego dwóch sequelach z 2000 i 2001. Za kreację Matteo Caratiego w dramacie Nasze najlepsze lata (La meglio gioventù, 2003) otrzymał nagrodę im. Rudolpha Valentino, Grolla d’oro, Nastro d’argento i im. Antona Giulio Majana.
W miniserialu Lux Vide Wojna i pokój (War and Peace, 2007) zagrał rolę księcia Andrieja Bolkońskiego. Rola tytułowego włoskiego malarza okresu baroku Michelangelo Merisi da Caravaggio w biograficznym filmie telewizyjnym Rai 1 Caravaggio (2007) przyniosła mu nagrodę na Festiwalu w Szanghaju.

## Życie prywatne
W 2015 związał się z młodszą od niego o 18 lat dziennikarką Niną Verdelli. Mają dwóch synów, Lorenzo (ur. 22 marca 2020) i Riccardo (ur. 11 listopada 2021).

## Filmografia

### filmy fabularne
- 1991: Gioco perverso
- 2000: Senza paura jako Marco
- 2004: Najlepsza młodość (La meglio gioventù) jako Matteo Carati
- 2005: Bestia w sercu (La bestia nel cuore) jako Franco
- 2005: Jeżeli się urodziliście, już nie musicie się ukrywać (Quando sei nato non puoi più nasconderti) jako Bruno
- 2005: Non aver paura jako Franco
- 2006: Tajna podróż (Viaggio segreto)
- 2006: Pożegnalny pocałunek (Arrivederci amore, ciao) jako Giorgio Pellegrini
- 2008: Dzika krew (Sanguepazzo) jako partyzant "Taylor"
- 2010: Turysta (The Tourist) jako sierżant Cerato
- 2015: W pięknym miejscu (In un posto bellissimo) jako Andrea
- 2017: Dziewczyna we mgle (La ragazza nella nebbia) jako prof. Loris Martini

### filmy TV
- 1990: Il Mago
- 1996: Dopo la tempesta
- 1999: Alla ricerca di Sheherazade jako Mauro Dejana
- 2001: As przestworzy (L'Uomo del vento) jako Massimo Poggio
- 2002: Tamta kobieta (L'altra donna) jako Simone
- 2002: Przekleństwo Drakuli (Dracula) jako Quincy
- 2004: Cime tempestose jako Heathcliff
- 2004: Vite a perdere jako Pino
- 2005: La Caccia jako Lorenzo
- 2007: Caravaggio jako Caravaggio

### seriale TV
- 1997: Kapłan do akcji (Un Prete tra noi) jako Giann
- 1997: Hrabia Monte Christo (Il conto Montecristo) jako Efisio Cubeddu
- 1998: Zauroczenie (Incantesimo) jako Doktor Marco Oberon
- 1998: La Donna del treno jako Mino Tonelli
- 1999: Pepe Carvalho jako Mauro Dejana
- 1999: Mai con i quadri
- 2000: Zauroczenie 3 (Incantesimo 3) jako Marco Oberon
- 2001: Zauroczenie 4 (Incantesimo 4) jako Marco Oberon
- 2007: Wojna i pokój (War and Peace) jako książę Andriej Bolkonsky
- 2009: Puccini jako Giacomo Puccini
- 2013: Powrót Odysa (Odysseus) jako Odyseusz
- 2019: Imię róży (Il nome della rosa) jako Dolcino